# بازگشته (فیلم)
بازگشته (لهستانی: Zawrócony) یک فیلم درام لهستانی به کارگردانی کاژیمیش کوتز است که در سال ۱۹۹۴ منتشر شد. از بازیگران آن می‌توان به زبیگنیف زاماخوفسکی، هنریک بیستا، ماچئی ماچیفسکی و مارک کندرات اشاره کرد.